# Artemis Fowl
Az Artemis Fowl egy fantasyregény-sorozat, melynek szerzője Eoin Colfer ír író. A sorozatnak hét része jelent meg, s két, kiegészítő könyv is született eme témában, valamint az első két kötetből képregényadaptáció is készült.
Főszereplője, Artemis Fowl zseniális alvilági elme, aki bármit megtesz, ha nagy összegű pénzről van szó (bár nézetei az 5. részben megváltoznak).

## Kötetek
1. Artemis Fowl: Tündérekkel életre-halálra (Artemis Fowl, 2001)
2. Artemis Fowl: A sarkvidéki incidens (Artemis Fowl: The Arctic Incident, 2002)
3. Artemis Fowl és az örökkód (Artemis Fowl: The Eternity Code, 2003)
4. Artemis Fowl és Opália végzete (Artemis Fowl: The Opal Deception, 2005)
5. Artemis Fowl és az elveszett kolónia (Artemis Fowl: The Lost Colony 2006)
6. Artemis Fowl: The Time Paradox (2008)
7. Artemis Fowl: The Atlantis Complex (2010)

### Kiegészítő könyvek
- Artemis Fowl: The Seventh Dwarf (2004)
- The Artemis Fowl Files (2004)

### Képregények
- Artemis Fowl: The Graphic Novel (2007)
- Artemis Fowl: The Arctic Incident Graphic Novel (2007)

## Magyarul
- Artemis Fowl; ford. Sepsei Gergely; Passage, Bp., 2001
- Artemis Fowl. Sarkvidéki incidens; ford. Sepsei Gergely; Passage, Bp., 2003
- Artemis Fowl és az örökkód; ford. Sepsei Gergely; Palatinus, Bp., 2008
- Artemis Fowl. Tündérekkel életre-halálra; ford. Sepsei Gergely; Gabo, Bp., 2011
- Artemis Fowl és Opália végzete; ford. Falvay Dóra; Gabo, Bp., 2012
- Artemis Fowl és az elveszett kolónia; ford. Heinisch Mónika; Gabo, Bp., 2018